# Plaza de toros La Luz
La Plaza de toros La Luz también llamada Plaza de toros La Luz de León es una plaza de toros de primera categoría situada en León de Los Aldama, en el estado de Guanajuato en México.

## Descripción
Fue construida por los hermanos Rafael, Francisco y Jesús Obregón Urtaza. El ingeniero fue Leopoldo Torres Aguilar.

## Historia
La tauromaquia en León se remonta a 1872, cuando se lidiaron toros en una plaza provisional en la calle Provincia. Además, han existido otras plazas anteriores en madera como la plaza Venta Santa Isabel o Plaza México, demolida a finales de los años cincuenta.
La plaza de toros fue inaugurada el 16 de septiembre de 1961, con corrida inaugural de Manuel Capetillo, Juan Silveti y el capitalino Felipe Rosas, con toros de la ganadería Valparaíso, con la presencia de Rodolfo Gaona como padrino y bendición del obispo Manuel Martín del Campo y Padilla. Desde entonces se celebra en enero la Feria de León. En la plaza han actuado las figuras de Antonio Velázquez, Jesús Córdoba, Eloy Cavazos, Antoñete, Antonio Lomelín, Zotoluco, El Cejas, José María Luévano, Pablo Hermoso de Mendoza, José Tomás, El Juli o Enrique Ponce. Es propiedad de la empresa ETMSA, del potentado empresario Alberto Baillères.
Entre los últimos triunfos en la plaza señalar los de Castella, Zotoluco y Silveti (2012), Roca Rey y El Zapata (2015), Luis David, El Juli, Juan Pablo Sánchez y Andy Cartagena (2018) o Juan Pablo Sánchez, Leo Valadez y Sergio Flores (2021), o el indulto de Diego Silveti a un toro de la ganadería de Bernaldo de Quirós en 2018.